# 2012년 칸 영화제
제65회 칸 영화제는 2012년 5월 16일부터 5월 27일까지 개최되었다. 이탈리아 영화 제작자 난니 모레티가 경쟁 부문 심사위원장으로, 영국 배우 팀 로스가 주목할만한 시선 부문 심사위원장으로 위촉됐다. 개막식과 폐막식 행사의 진행자는 프랑스의 배우 베레니스 베조가 선정됐다.
웨스 앤더슨 감독의 미국 영화 《문라이즈 킹덤》으로 영화제가 시작됐으며, 클로드 밀러 감독의 유작 《테레즈 데케루》가 폐막작으로 결정됐다. 출품작 명단은 4월 19일에 공개됐으며, 영화제의 공식 포스터는 사후 50주년을 맞은 메릴린 먼로가 장식했다.
황금종려상은 2009년에도 《하얀 리본》으로 같은 상을 받은 오스트리아의 감독 미하엘 하네케의 《아무르》가 수상했다. 또 심사위원 그랑프리는 마테오 가로네 감독의 《리얼리티》가, 심사위원상은 켄 로치 감독의 《엔젤스 셰어》가 수상했다.

## 공식 초청작

### 경쟁
경쟁 부문 초청작은 다음과 같다.
| 한국어 제목                      | 원제                         | 감독                | 제작 국가                |
| -------------------------------- | ---------------------------- | ------------------- | ------------------------ |
| 문라이즈 킹덤 (개막작)           | Moonrise Kingdom             | 웨스 앤더슨         | 미국                     |
| 러스트 앤 본                     | De rouille et d'os           | 자크 오디아르       | 프랑스, 벨기에           |
| 홀리 모터스                      | Holy Motors                  | 레오 카락스         | 프랑스                   |
| 코스모폴리스                     | Cosmopolis                   | 데이비드 크로넌버그 | 캐나다                   |
| 페이퍼보이: 사형수의 편지        | The Paperboy                 | 리 다니엘스         | 미국                     |
| 킬링 뎀 소프틀리                 | Killing Them Softly          | 앤드루 도미니크     | 미국                     |
| 리얼리티                         | Reality                      | 마테오 가로네       | 이탈리아                 |
| 아무르                           | Amour                        | 미카엘 하네케       | 프랑스, 독일, 오스트리아 |
| 로우리스: 나쁜 영웅들            | Lawless                      | 존 힐코트           | 미국                     |
| 다른 나라에서                    | 빈칸                         | 홍상수              | 대한민국                 |
| 돈의 맛                          | 빈칸                         | 임상수              | 대한민국                 |
| 사랑에 빠진 것처럼               | ライク・サムワン・イン・ラブ | 아바스 키아로스타미 | 일본                     |
| 앤젤스 셰어                      | The Angels' Share            | 켄 로치             | 영국                     |
| 안개 속에서                      | Im Nebel\|                   | 세르게이 로즈니차   | 우크라이나               |
| 신의 소녀들                      | Dincolo de dealuri           | 크리스티안 문지우   | 루마니아                 |
| 애프터 더 배틀                   | Baad el Mawkeaa              | 유스리 나스랄라     | 이집트                   |
| 머드                             | Mud                          | 제프 니콜스         | 미국                     |
| 당신은 아직 아무것도 보지 못했다 | Vous n'avez encore rien vu   | 알랭 레네           | 프랑스                   |
| 어둠 뒤에 빛이 있으라            | Post Tenebras Lux            | 카를로스 레이가다스 | 멕시코                   |
| 온 더 로드                       | On the Road                  | 월터 살레스         | 브라질, 프랑스 영국 미국 |
|                                  | Paradies                     | 울리히 자이델       | 오스트리아               |
| 더 헌트                          | Jagten                       | 토마스 빈터베르그   | 덴마크                   |

### 주목할만한 시선
| 제목                                     | 원제                                | 감독          | 제작 국가 |
| ---------------------------------------- | ----------------------------------- | ------------- | --------- |
| 11·25 자결의 날 미시마 유키오와 젊은이들 | 11・25自決の日 三島由紀夫と若者たち | 와카마쓰 고지 | 일본      |

### 비경쟁
| 제목                           | 원제                               | 감독                              | 제작 국가 |
| ------------------------------ | ---------------------------------- | --------------------------------- | --------- |
|                                | Io e te                            | 베르나르도 베르톨루치             | 이탈리아  |
| 마다가스카 3: 이번엔 서커스다! | Madagascar 3: Europe's Most Wanted | 에릭 다넬 톰 맥그래스 콘래드 베논 | 미국      |
| 헤밍웨이와 겔혼                | Hemingway & Gellhorn               | 필립 카우프만                     | 미국      |
| 테레즈 데케루 (폐막작)         | Thérèse Desqueyroux                | 클로드 밀러                       | 프랑스    |

### 미드나잇 스크리닝
| 제목          | 원제                    | 감독            | 제작 국가                |
| ------------- | ----------------------- | --------------- | ------------------------ |
|               | Dario Argento's Dracula | 다리오 아르젠토 | 이탈리아, 프랑스, 스페인 |
| 아이와 마코토 | 愛と誠. 아이토 마코토   | 미이케 다카시   | 일본                     |

## 병행 섹션

### 감독주간
| 제목        | 원제 | 감독   | 제작 국가      |
| ----------- | ---- | ------ | -------------- |
| 위험한 관계 | 빈칸 | 허진호 | 중국, 대한민국 |
| 돼지의 왕*  | 빈칸 | 연상호 | 대한민국       |

## 심사위원
경쟁부문

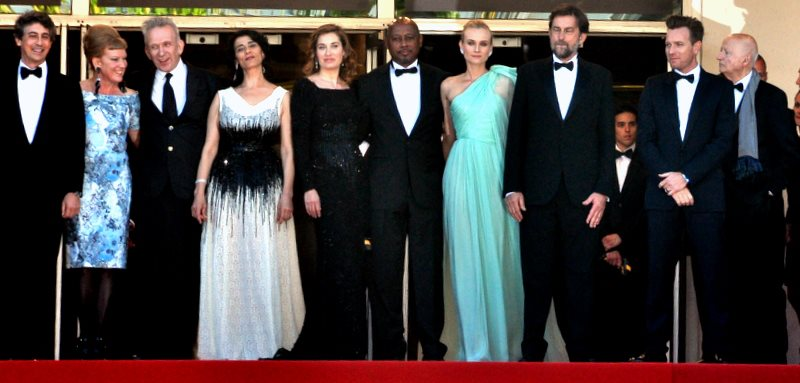
경쟁부문 심사위원, 왼쪽부터: 알레산더 페인, 안드레아 아놀드, 장 폴 고티에, 히암 아바스, 에마뉘엘 드보, 라울 펙, 다이앤 크루거, 난니 모레티, 유언 맥그리거, 영화제 위원장 질 자콥

- 난니 모레티, 이탈리아의 영화 제작자 (위원장)
- 히암 아바스, 팔레스타인의 배우 겸 감독
- 안드레아 아놀드, 영국의 영화 제작자
- 에마뉘엘 드보, 프랑스의 배우
- 장 폴 고티에, 프랑스의 패션 디자이너
- 다이앤 크루거, 독일의 배우
- 유언 맥그리거, 스코틀랜드의 배우
- 알렉산더 페인, 미국의 영화 제작자
- 라울 펙, 아이티의 영화 제작자

주목할 만한 시선
- 팀 로스, 영국 배우 (위원장)

시네파운데이션 및 단편
- 장 피에르 다르덴, 벨기에 영화 제작자 (위원장)
- 아르시네 칸지안, 캐나다 배우
- 카림 아이노우즈, 브라질 영화 제작자
- 에마뉘엘 카레르, 프랑스 소설가 겸 영화 제작자
- 유릭와이, 중국 촬영 감독 겸 영화 감독

## 수상

### 공식 초청작
경쟁 부문
황금종려상은 프랑스어 영화 《아무르》를 감독한 미하엘 하네케가 수상했다. 하네케는 2009년에도 《하얀 리본》으로 황금종려상을 수상한 바 있다. 《아무르》는 죽음을 앞둔 노부부의 사랑을 다룬 이야기이다. 그는 수상 소감 발표에서 '이 영화를 만들어 준 우리 배우들에게 매우 감사한다. 이 영화는 그들의 영화이다.'라고 소감을 밝혔다.
- 황금종려상 - 미하엘 하네케 감독의 《아무르》
- 그랑프리 - 마테오 가로네 감독의 《리얼리티》
- 감독상 - 《포스트 테네브라스 럭스》의 카를로스 레이가다스 감독
- 각본상 - 《비욘드 더 힐》의 크리스티안 문지우
- 여우상 - 《비욘드 더 힐》의 크리스티나 플루터와 코스미나 슈트라탄
- 남우상 - 《더 헌트》의 마스 미켈센
- 심사위원상 - 켄 로치 감독의 《천사의 몫》

주목할 만한 시선